# Ana-Maria Crnogorčević
Ana-Maria Crnogorčević (* 3. Oktober 1990 in Steffisburg) ist eine schweizerisch-kroatische Fussballspielerin. Die Stürmerin und Verteidigerin steht bei Seattle Reign FC unter Vertrag und spielt für die Schweizer Nationalmannschaft, deren Rekordtorschützin sie seit Juni 2016 ist.

## Werdegang
Crnogorčević begann ihre Karriere mit elf Jahren beim FC Steffisburg. Im Jahre 2004 wechselte sie zum FC Rot-Schwarz Thun, der später vom FC Thun übernommen wurde. 2009 gewann sie mit ihrer Mannschaft den Cupfinal. Beim 8:0-Sieg über den FC Schlieren erzielte Crnogorčević drei Tore. Ausserdem wurde sie mit 24 Toren in 16 Spielen Torschützenkönigin der Nationalliga A. Zur Saison 2009/10 wechselte sie zum deutschen Bundesligisten Hamburger SV. Ihr Debüt im HSV-Dress feierte sie am 27. September 2009, wo sie beim 3:2-Sieg bei der SG Essen-Schönebeck gleich ein Tor erzielte. Zur Saison 2011/12 wechselte sie zum 1. FFC Frankfurt, mit dem sie 2015 die Champions League gewann. Von 2018 bis 2019 spielte sie zwei Jahre lang in der National Women’s Soccer League für den Portland Thorns FC. Im Dezember 2019 wechselte sie zum FC Barcelona. In den Saisonen 2020/21 und 2022/23 gewann sie mit diesem Verein die Champions League. Kurz vor der Saison 2023/24 wechselte sie innerhalb der spanischen Liga zu Atlético Madrid. Auf die Saison 2024/25 hin wechselte sie in die USA zu Seattle Reign FC.

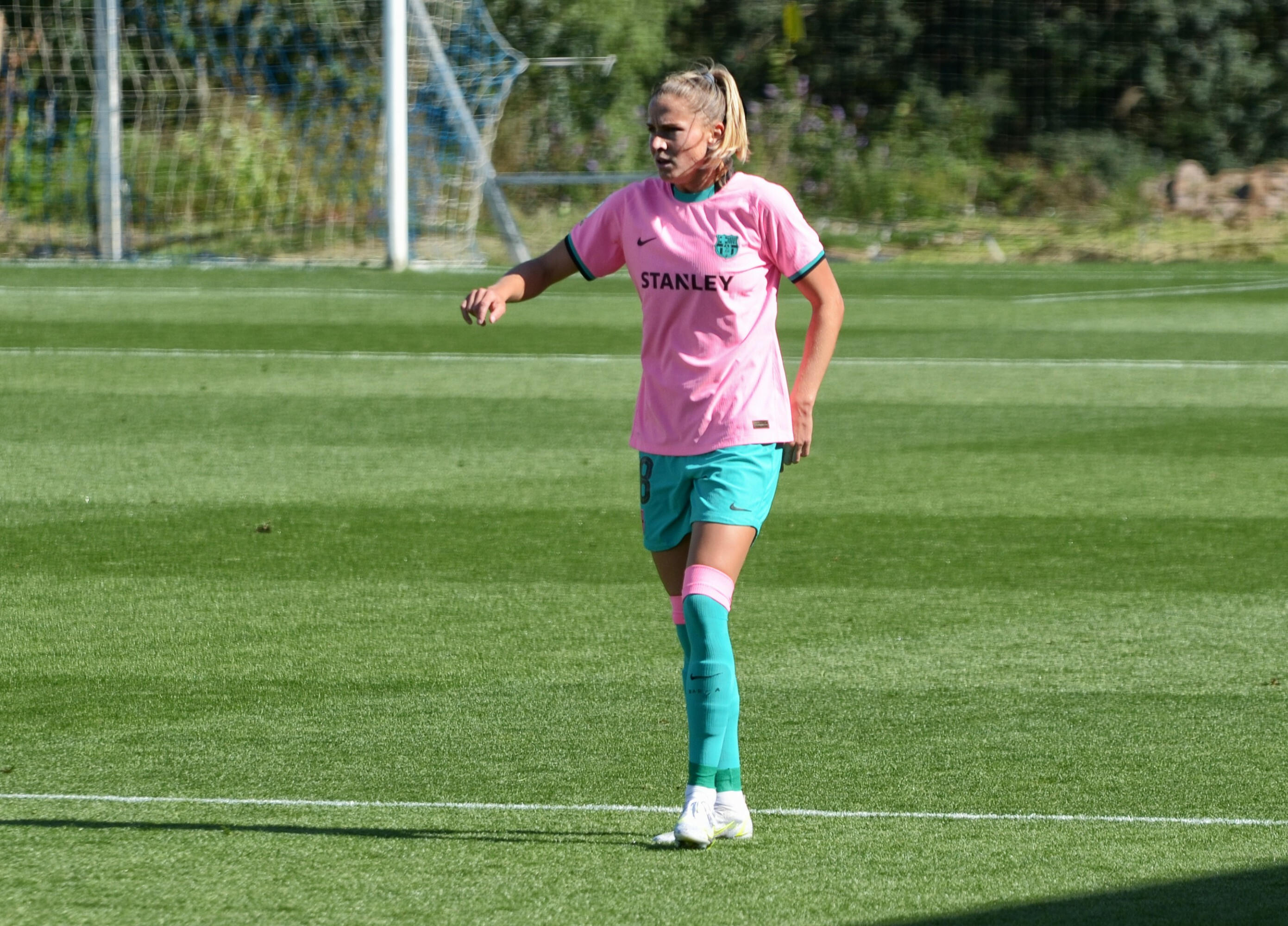
Crnogorčević im Barça-Trikot in einem Ligaspiel 2021

Crnogorčević spielte 29 Mal für die U-19-Nationalmannschaft der Schweiz und erzielte dabei 25 Tore. Bei der U-19-Europameisterschaft 2009 in Belarus erreichte sie mit ihrer Mannschaft den Halbfinal. Am 12. August 2009 debütierte sie bei einem Freundschaftsspiel gegen Schweden in der Schweizer A-Nationalmannschaft. Mit der Schweizer Frauenfussballnationalmannschaft nahm sie an der Weltmeisterschaft 2015 teil und erreichte den Achtelfinal. Nach dem Scheitern beim Qualifikationsturnier zu den Olympischen Spielen 2016, gelang Crnogorčević mit der Schweizer Nationalmannschaft die Qualifikation zur Europameisterschaft 2017 in den Niederlanden, wobei sie mit sieben Toren beste Torschützin war. Am 4. Juni 2016 löste sie mit zwei Toren beim Qualifikationsspiel gegen Tschechien Lara Dickenmann als Schweizer Rekordtorschützin ab. Bei der EM-Endrunde erzielte sie ein Tor beim 1:1 gegen Frankreich, schied aber mit ihrer Mannschaft nach den Gruppenspielen aus. In der anschliessenden Qualifikation für die WM 2019 erzielte sie in elf Spielen zwei Tore. Die Schweizerinnen konnten sich aber diesmal nicht qualifizieren, da sie in der letzten Play-off-Runde an Europameister Niederlande scheiterten.
Am 13. April 2021 verwandelte sie im Play-off-Rückspiel der Qualifikation für die EM 2022 gegen Tschechien den letzten Elfmeter ihrer Mannschaft zum 3:2 und da danach Kateřina Svitková nicht traf, waren die Eidgenossinnen für die EM-Endrunde qualifiziert. Im Hinspiel hatte sie in der 90. Minute das Tor zum 1:1-Ausgleich per Strafstoss erzielt. Insgesamt erzielte sie in der Qualifikation sechs Tore und war damit wieder beste Torschützin ihrer Mannschaft.

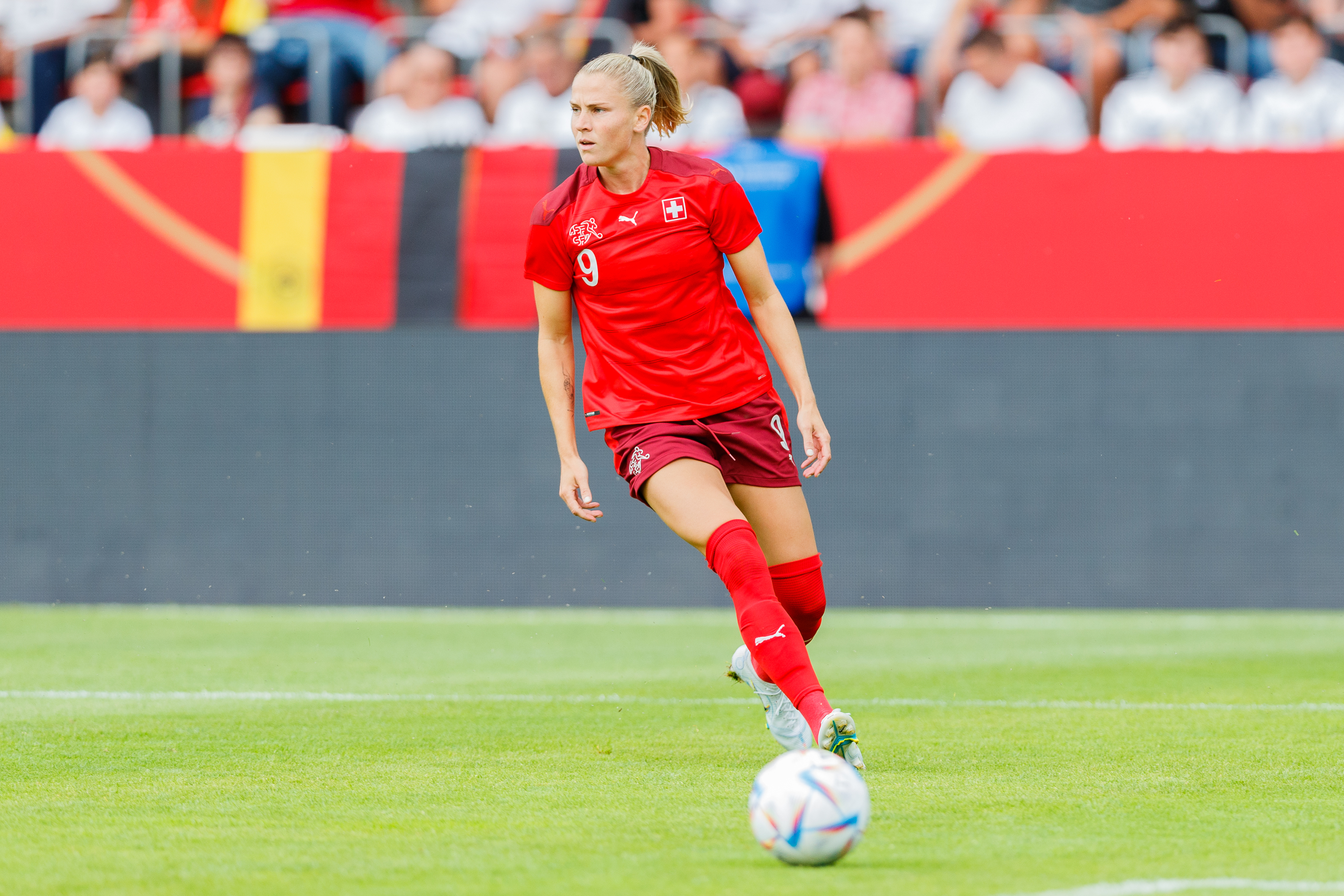
Crnogorčević im Einsatz für die Schweiz (Juni 2022)

Am 30. Juni 2022 stellte sie bei der 0:4-Niederlage im EM-Vorbereitungsspiel gegen England mit ihrem 135. Länderspiel den Landesrekord von Lara Dickenmann ein. An der Fußball-Europameisterschaft der Frauen 2022 stand sie in allen drei Gruppenspielen in der Startformation der Schweizerinnen. Die Schweiz schied nach der Vorrunde aus. Sie nahm auch an der Weltmeisterschaft 2023 teil und stand in allen vier Spielen in der Startformation. Im dritten Spiel gegen Neuseeland wurde sie als Spielerin des Spiels ausgezeichnet. Die Schweiz schied im Achtelfinal aus. Auch bei der Europameisterschaft 2025 stand sie im Kader. Sie kam in allen vier Spielen der Schweizerinnen zum Einsatz. Die Schweiz erreichte den Viertelfinal.

## Erfolge
- Champions-League-Siegerin (3): 2015, 2021, 2023[10]
- Spanische Meisterin (4): 2020, 2021, 2022, 2023
- Spanische Pokalsiegerin (3): 2020, 2021, 2022
- DFB-Pokal-Siegerin: 2014
- Schweizer Pokalsiegerin: 2009
- Torschützenkönigin der Nationalliga A: 2009